# Třída Oquendo
Třída Oquendo byla třída torpédoborců španělského námořnictva. Původně byla plánována stavba devíti jednotek této třídy, v původní podobě ale byla dokončena pouze jedna. Další dva torpédoborce byly dokončeny v radikálně modernizované podobě, některými prameny považované za samostatnou třídu Roger de Lauria. Španělské námořnictvo třídu provozovalo v letech 1960–1988. Byly to poslední postavené torpédoborce španělského námořnictva. Jejich službu komplikovalo a zkrátilo využití nespolehlivého pohonného systému.

## Stavba
Španělsko plánovalo stavbu rozsáhlé třídy devíti torpédoborců vycházejících z předválečné francouzské třídy Le Hardi. Jejich stavba byla schválena roku 1943, ale stavba se velmi protahovala kvůli technickým problémům. Roku 1951 byly v loděnici EN Bazán ve Ferrolu založeny kýly prvních tří jednotek, přičemž stavba zbývajících šesti (Blas de Lezo, Blasco de Garay, Bonifaz, Gelmirez, Langara a Recalde) byla roku 1953 zrušena před založením kýlu. Prototyp Oquendo byl do služby zařazen roku 1960, ale zjištěné vážně problémy se stabilitou si brzy vynutily jeho přestavbu, po které se do služby podruhé vrátil roku 1963.
Rozestavěná druhá a třetí jednotka (Roger de Lauria a Marqués de la Ensenada) byly na základě zkušeností s prototypem odtaženy do Cartageny, kde byly radikálně přestavěny. Mimo jiné byl jejich trup prodloužen a rozšířen, přičemž torpédoborce dostaly americkou výzbroj a elektroniku, která jejich bojové schopnosti posunula na úroveň modernizace FRAM II americké třídy Gearing.
Jednotky třídy Oquendo / Roger de Lauria:
| Jméno                        | Loděnice                     | Založení kýlu   | Spuštěna                            | Vstup do služby | Poznámka |
| ---------------------------- | ---------------------------- | --------------- | ----------------------------------- | --------------- | --- |
| Oquendo (D41)                | EN Bazán, Ferrol             | 15. června 1951 | 5. září 1956                        | 13. září 1960   | Vyřazen 1978. |
| Roger de Lauria (D42)        | EN Bazán, Ferrol a Cartagena | 4. září 1951    | 12. listopadu 1958 / 29. srpna 1967 | 30. května 1969 | Vyřazen 1982. |
| Marqués de la Ensenada (D43) | EN Bazán, Ferrol a Cartagena | 4. září 1951    | 15. července 1959 / 2. března 1968  | 10. září 1970   | Dne 2. října 1981 byl poškozen teroristickým útokem. Při opravě využity díly z vyřazené sesterské lodě Roger de Lauria. Vyřazen 1988. |

## Konstrukce

### První skupina (Oquendo)
Výzbroj zahrnovala šest 114mm kanónů ve dvoudělových věžích (jedna na přídi a dvě na zádi), šest 40mm kanónů, čtyři 20mm kanóny, dva 533mm torpédomety (torpéda Mk.32) a dva salvové vrhače hlubinných pum Hedgehog. Pohonný systém tvořily tři kotle a dvě sady francouzských turbín Rateau-Bretagne o výkonu 60 000 hp, pohánějící dva lodní šrouby. Nejvyšší rychlost dosahovala 39 uzlů. Dosah byl 5000 námořních mil při rychlosti 15 uzlů.

#### Modernizace
Po zařazení do služby se projevila nedostatečná stabilita plavidla, která si vynutila zásadní úpravy. Mimo jiné byl přidán balast, odstraněna zadní dělová věž a všechny 20mm kanóny. Zároveň byla instalována britská elektronika. Standardní výtlak narostl na 2582 t, plný na 3005 t, ponor se zvětšil na 3,8 metru a rychlost torpédoborce poklesla na 32,4 uzlu.

### Druhá skupina (Roger de LauriaaMarqués de la Ensenada)

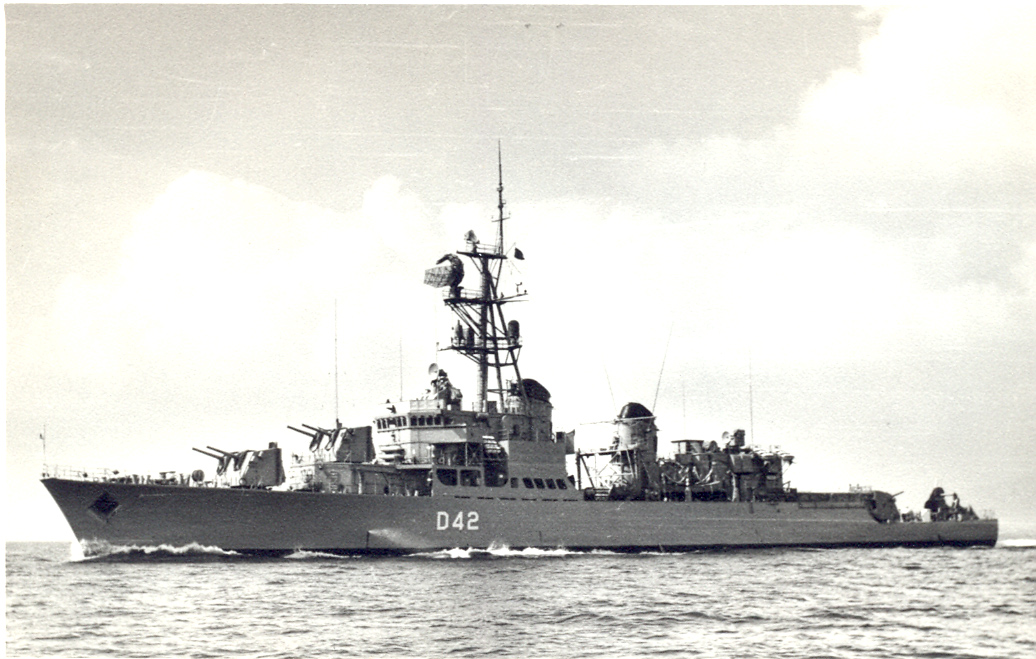
Roger de Lauria (D42)

Elektroniku představoval hladinový vyhledávací radary SPS-10, 2D vzdušný vyhledávací radar SPS-40, navigační radar Decca RM-426, střelecký radar Mk.25, dále sonary SQS-32 a SQS-10. Výzbroj představovalo šest 127mm kanónů ve dvoudělových věžích, dva 533mm torpédomety a dva trojhlavňové 324mm torpédomety. Plavidla byla vybavena přistávací plochou pro protiponorkový vrtulník.